# Nebirirav II.
Nebirirav II. ali Nebirjeravet je bil egipčanski faraon iz tebanske Šestnajste dinastije, ki je vladal v drugem vmesnem obdobju Egipta.

## Identiteta
Nekateri egiptologi zaradi redkosti imena Nebirirav v egipčanskih zgodovinskih virih sklepajo, da je bil sin faraona Nebirirava I. V nasprotju z domnevnim očetom, ki je vladal v Gornjem Egiptu 26 let, je bil Nebirirav II. slabo prepoznaven vladar, povsem  nedokazan v primarnih arheoloških virih.
Edina primarna dokaza Nebirirava II. sta omembi njegovega osebnega imena na Torinskem seznamu kraljev iz ramzeškega obdobja (vnos 13.5, njegovo prestolno ime je izgubljeno) in bronast kipec boga Harpokrata (Kairo  38189). Na štirih straneh podstavka kipca so kartuše z imeni Binpu, Ahmoz, Dobri bog Sevadženre, pokojni in Dobri bog Neferkare, pokojni. Prvi dve sta verjetno imeni princev iz družine Sedemnajste dinastije, ki je kmalu zatem nasledila Šestnajsto dinastijo. Sevadženre je bilo prestolno ime Nebirirava I., Nebiriav pa je verjetno nedokazano prestolno ime Nebirirava II.  Kipec je nenavaden, ker so kult Harpokrata, zato tudi kipec, uvedli šele v ptolemajske obdoblu približno 1500 let po smrti omenjenih vladarjev.
Nebiriava II. je nasledil enako nejasen faraon Semenre, ki je dokazan na eni sami sekiri z njegovim prestolnim imenom.